# Hofmann-lebontás
A Hofmann-lebontás szerves kémiai reakció, melynek során egy primer amidból egy szénatommal rövidebb láncú primer amin keletkezik.
A reakciót felfedezőjéről, August Wilhelm von Hofmannról nevezték el. Nem keverendő össze a Hofmann-eliminációval.

## Mechanizmus
Bróm és nátrium-hidroxid reakciójával in situ nátrium-hipobromit keletkezik, mely a primer amidot izocianát köztitermékké alakítja. Az izocianát hidrolízisével, szén-dioxid kilépése közben primer amin keletkezik:

## Változatai
A bróm számos más reagenssel helyettesíthető. N-brómszukcinimid (NBS) és 1,8-diazabiciklo[5.4.0]undec-7-én (DBU) hatására is végbemehet a Hofmann-lebontás. Az alábbi példában a keletkező izocianátot metanollal csapdázzák, így az karbamáttá alakul.
Hasonló módon az izocianát köztitermék terc-butanollal is csapdázható, ekkor t-butoxikarbonil (Boc) csoporttal védett amin keletkezik.
Brómnál enyhébb reagensként (bisz(trifluoracetoxi)jód)benzol is használható.

## Felhasználása
- Alifás és aromás amidok alifás és aromás aminokká alakítása
- Antranilsav ftálimidből történő előállítása
- Nikotinsavból 3-aminopiridin előállítása
- Az α-fenil-propánamid kiralitáscentrumának konfigurációja nem változik meg a Hofmann-lebontás után (a reakció retencióval jár)

## Fordítás
Ez a szócikk részben vagy egészben  a   Hofmann rearrangement című angol Wikipédia-szócikk ezen változatának fordításán alapul.  Az eredeti cikk szerkesztőit annak laptörténete sorolja fel. Ez a jelzés csupán a megfogalmazás eredetét és a szerzői jogokat jelzi, nem szolgál a cikkben szereplő információk forrásmegjelöléseként.

## Külső hivatkozások
- Mechanism In Motion: Hofmann rearrangement